# پاناگیورسکی کولونیی
پاناگیورسکی کولونیی (به بلغاری: Panagyurski kolonii) یک منطقهٔ مسکونی در بلغارستان است که در استان پازارجیک واقع شده‌است.
 پاناگیورسکی کولونیی  ۳۷۲ نفر جمعیت دارد و ۱٬۰۵۰ متر بالاتر از سطح دریا واقع شده‌است.